# Damernas 59 kg i tyngdlyftning vid olympiska sommarspelen 2020
Damernas tyngdlyftning i 59-kilosklassen vid olympiska sommarspelen 2020 hölls den 27 juli 2021 i Tokyo International Forum i Tokyo.
Kuo Hsing-chun satte tre olympiska rekord och tog sitt första OS-guld efter att tidigare tagit brons i 58 kg-klassen vid OS 2016. Polina Gurjeva tog silver, vilket var Turkmenistans första OS-medalj genom tiderna samt Mikiko Ando från Japan tog brons.

## Tävlingsformat
Varje tyngdlyftare får tre försök i ryck och stöt. Deras bästa resultat i de båda lyften kombineras till ett totalt resultat. Om någon tävlande misslyckas att få ett godkänt lyft, så blir de utslagna. Ifall två tyngdlyftare hamnar på samma resultat, är idrottaren med lägre kroppsvikt vinnare.

## Rekord
Innan tävlingens start gällde följande rekord.
| Världsrekord | Ryck   | Kuo Hsing-chun (TPE) | 110 kg | Tasjkent, Uzbekistan | 19 april 2021     |
| Världsrekord | Stöt   | Kuo Hsing-chun (TPE) | 140 kg | Pattaya, Thailand    | 21 september 2019 |
| Världsrekord | Totalt | Kuo Hsing-chun (TPE) | 247 kg | Tasjkent, Uzbekistan | 19 april 2021     |

## Resultat
| Placering | Idrottare             | Nation           | Grupp | Kroppsvikt | Ryck (kg) | Ryck (kg) | Ryck (kg) | Ryck (kg) | Stöt (kg) | Stöt (kg) | Stöt (kg) | Stöt (kg) | Totalt   |
| Placering | Idrottare             | Nation           | Grupp | Kroppsvikt | 1         | 2         | 3         | Resultat  | 1         | 2         | 3         | Resultat  | Totalt   |
| --------- | --------------------- | ---------------- | ----- | ---------- | --------- | --------- | --------- | --------- | --------- | --------- | --------- | --------- | -------- |
| 1         | Kuo Hsing-chun        | Kinesiska Taipei | A     | 58,65      | 100       | 103       | 103       | 103 0OR0  | 125       | 133       | 141       | 133 0OR0  | 236 0OR0 |
| 2         | Polina Gurjeva        | Turkmenistan     | A     | 58,95      | 93        | 95        | 96        | 96        | 116       | 119       | 121       | 121       | 217      |
| 3         | Mikiko Ando           | Japan            | A     | 58,70      | 92        | 94        | 96        | 94        | 116       | 120       | 120       | 120       | 214      |
| 4         | Dora Tchakounté       | Frankrike        | A     | 58,55      | 93        | 96        | 98        | 96        | 112       | 117       | 120       | 117       | 213      |
| 5         | Hoàng Thị Duyên       | Vietnam          | A     | 58,65      | 95        | 95        | 98        | 95        | 113       | 119       | 119       | 113       | 208      |
| 6         | Yusleidy Figueroa     | Venezuela        | A     | 58,80      | 88        | 88        | 91        | 91        | 115       | 120       | 125       | 115       | 206      |
| 7         | Izabella Yaylyan      | Armenien         | A     | 58,15      | 90        | 95        | 97        | 95        | 110       | 115       | 115       | 110       | 205      |
| 8         | Zoe Smith             | Storbritannien   | A     | 58,95      | 87        | 87        | 91        | 87        | 113       | 116       | 119       | 113       | 200      |
| 9         | Tali Darsigny         | Kanada           | B     | 59,00      | 86        | 88        | 90        | 90        | 106       | 109       | 109       | 109       | 199      |
| 10        | Sabine Kusterer       | Tyskland         | B     | 58,70      | 88        | 90        | 91        | 91        | 107       | 107       | 109       | 107       | 198      |
| 11        | Maria Grazia Alemanno | Italien          | B     | 58,95      | 85        | 88        | 89        | 85        | 100       | 105       | 105       | 100       | 185      |
| 12        | Erika Yamasaki        | Australien       | B     | 58,75      | 75        | 78        | 78        | 75        | 95        | 100       | 100       | 95        | 170      |
| –         | Magdeline Moyengwa    | Botswana         | B     | 58,05      | 65        | 70        | 70        | 70        | 80        | 80        | 80        | –         | –        |
| –         | Alexandra Escobar     | Ecuador          | A     | 58,75      | 95        | 95        | 95        | –         | –         | –         | –         | –         | DNF      |